# Felix Goldmann
Felix Goldmann (geboren 16. April 1882 in London; gestorben 7. Oktober 1934 in Leipzig) war ein deutscher Rabbiner.

## Leben
Nach seiner Rabbinerausbildung, die er 1907 in Berlin mit der Semicha beendete, war Felix Goldmann zunächst in Oppeln als Nachfolger von Leo Baeck tätig. Von 1917 bis zu seinem Tode war Goldmann als Nachfolger von Nathan Porges Gemeinderabbiner in Leipzig und Rabbiner der Leipziger Gemeindesynagoge.
Goldmann war um die Verständigung zwischen liberalen und orthodoxen Juden in Leipzig bemüht und arbeitete mit seinem orthodoxen Amtskollegen Ephraim Carlebach zusammen. Dennoch kam es während seiner Amtszeit zur formalen Trennung zwischen der liberalen und der orthodoxen Gemeinde in Leipzig. Goldmann war unter anderem im Hauptvorstand des Central-Verein deutscher Staatsbürger jüdischen Glaubens engagiert und Präsident der Leipzig-Loge von B’nai B’rith. Goldmann war aktiv im Kampf gegen den Antisemitismus.

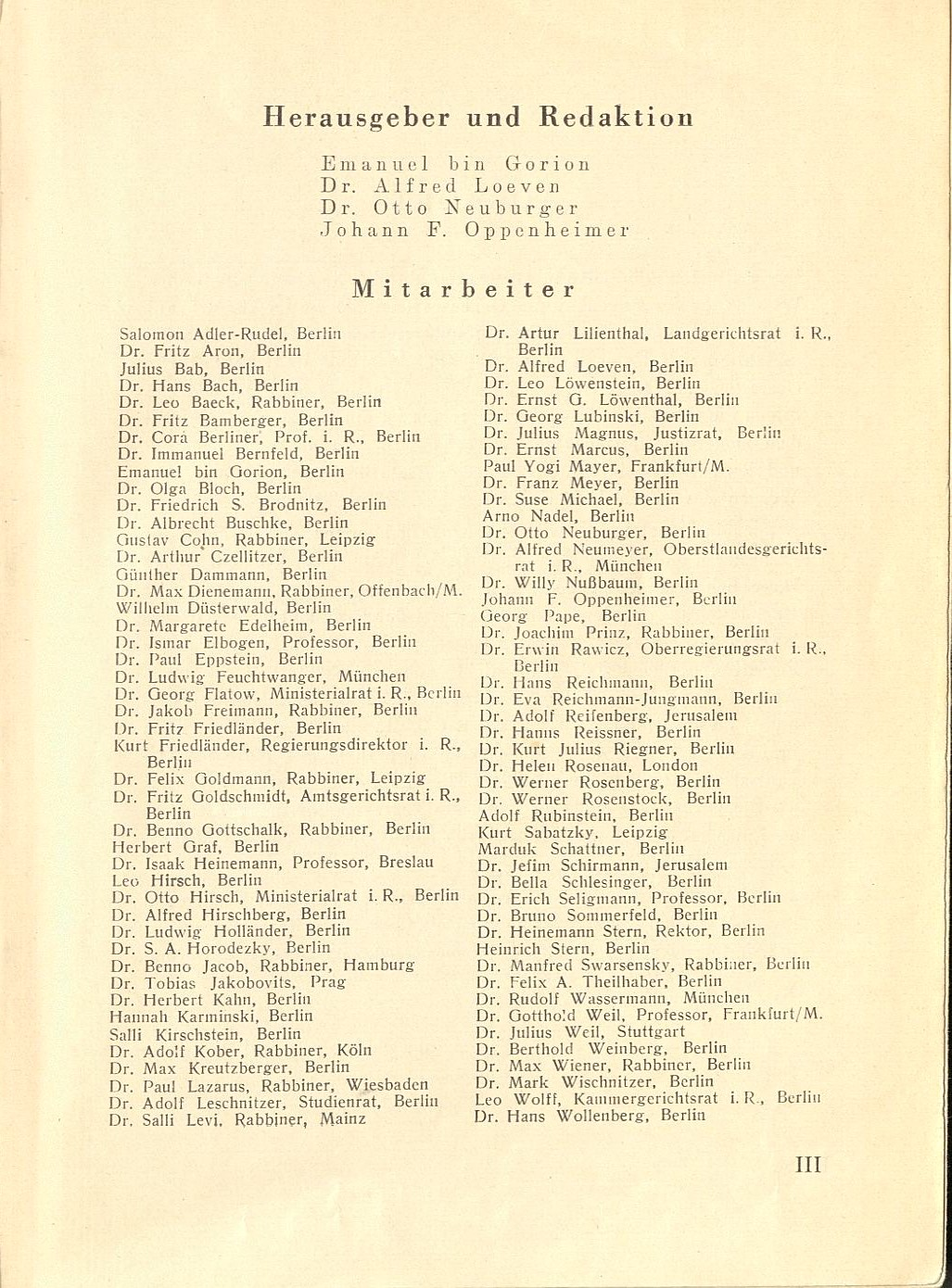
Felix Goldmann als Mitarbeiter im Philo-Lexikon (1935)

## Schriften (Auswahl)
- Die Zahl der jüdischen Akademiker. In: KC-Blätter: Monatsschrift d. im Kartell-Convent vereinigten Korporationen. Bd. 1 (1910/11), Heft 3, 1. Dezember 1910, S. 41–44 (Digitalisat).
- Die Stellung des deutschen Rabbiners zur Ostjudenfrage. Vortrag für die Generalversammlung des Rabbinerverbandes in Deutschland (9./10. Mai 1916). Kauffmann, Frankfurt am Main 1916.
- Warum sind und bleiben wir Juden? Kaufmann, Leipzig 1918. 2. Auflage 1924.
- Vom Wesen des Antisemitismus. Philo, Berlin 1920.
- Der Jude im deutschen Kulturkreise. Ein Beitrag zum Wesen des Nationalismus. Philo, Berlin 1930.